# Zaïbtenga
Zaïbtenga est une localité située dans le département de Korsimoro de la province du Sanmatenga dans la région Centre-Nord au Burkina Faso.

## Éducation et santé
Le centre de soins le plus proche de Zaïbtenga est le centre de santé et de promotion sociale (CSPS) de Korsimoro tandis que le centre hospitalier régional (CHR) se trouve à Kaya.
Zaïbtenga possède une école primaire publique de trois classes,.